# Посольство Палестини в Україні
Посольство Палестини в Україні — офіційне дипломатичне представництво Палестини в Україні, відповідає за підтримку та розвиток відносин між частково визнаною державою Палестина та Україною.

## Історія дипломатичних відносин
Українська РСР визнала незалежність Держави Палестина 19 листопада 1988 року.
Палестинська Національна Автономія визнала незалежність України 2 січня 1992 року. 2001 року було встановлено дипломатичні відносини між двома державами. Зусиллями Міністерств закордонних справ Палестини та України 2 листопада 2001 року було відкрито посольство Палестини в Україні та акредитовано пана Валіда Закута як Надзвичайного то Повноважного Посла Палестини в Україні.
Головною місією Посольства Палестини в Україні є зміцнення українсько-палестинських дипломатичних, політичних, економічних та соціальних зв'язків.

## Посли Палестини в Україні
1. Валід Ават Закут (2001—2005)
2. Халід Ахмед Арікат (2006—2010)
3. Мохаммед Касем Аль-Асаад (2010—2019)
4. Нідаль Ель-Котоб (2019—2020) Тимчасовий повірений справах
5. Гашем Хасан Даджані (з 2020)[3]